# Washoe Valley (região)
Washoe Valley é uma região geográfica no estado do Nevada, Estados Unidos que cobre 170 km2 . Fica localizada entre Reno e Carson City. O seu nome deve-se ao povo washoe nativos americanos que ali viviam antes da chegada dos colonos europeus. New Washoe City e o lago Washoe ficam neste vale. A região censitária de Washoe Valley  corresponde aproximadamente à área coberta por New Washoe City e tinha uma população de 3019 habitantes em 2010. 

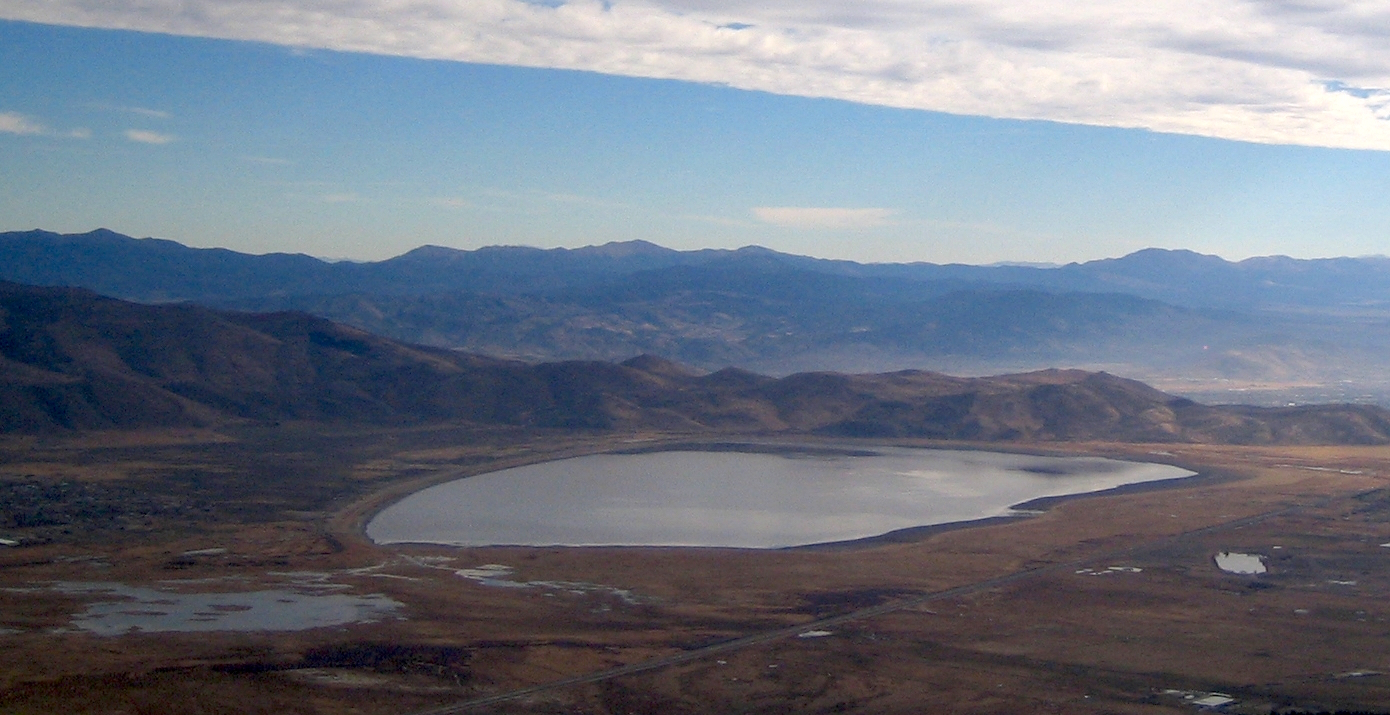
Lago Washoe